# Milan van Ewijk
Milan Fabrizio van Ewijk, född 8 september 2000 i Amsterdam, är en nederländsk fotbollsspelare som spelar för SC Heerenveen. Han har även spelat för Nederländernas U21-landslag.

## Klubbkarriär
van Ewijk spelade fram tills sommaren 2016 för Feyenoords ungdomsakademi då han gick till Excelsior Maassluis. van Ewijk debuterade för A-laget i tredjedivisionen den 19 maj 2018 i en 2–1-vinst över De Treffers. Han spelade ytterligare en match under säsongen 2017/2018. Följande säsong var van Ewijk ordinarie i A-laget och spelade 32 ligamatcher samt gjorde två mål.
I april 2019 värvades van Ewijk av ADO Den Haag, där han skrev på ett treårskontrakt med start till sommaren samma år. van Ewijk gjorde sin Eredivisie-debut den 4 augusti 2019 i en 4–2-förlust mot Utrecht. Han spelade 12 matcher under första halvan av säsongen 2019/2020 men tappade sin startplats då Alan Pardew tog över som ny tränare. I januari 2020 lånades van Ewijk ut till Cambuur i Eerste Divisie på ett låneavtal över resten av säsongen. van Ewijk återvände sedan från sin utlåning och spelade 33 av 34 ligamatcher för ADO Den Haag under säsongen 2020/2021.
I maj 2021 värvades van Ewijk av SC Heerenveen, där han skrev på ett fyraårskontrakt. van Ewijk spelade 33 ligamatcher och gjorde ett mål, två playoff-matcher om Europaspel samt tre cupmatcher under säsongen 2021/2022.

## Landslagskarriär
I mars 2022 blev van Ewijk för första gången uttagen i Nederländernas U21-landslag av förbundskaptenen Erwin van de Looi till två EM-kvalmatcher mot Bulgarien och Schweiz. Han gjorde sin debut den 25 mars 2022 i en 0–0-match mot Bulgarien.